# Olimpiadano
Olimpiadano es una estructura supramolecular (pentacatenano) de cinco anillos entrelazados, fue sintetizado por un grupo de investigación dirigido por Fraser Stoddart en 1994, poco tiempo después de las olimpiadas de invierno de Lillehammer. La molécula fue diseñada sin algún uso práctico en mente, aunque otros catenanos podrían tener aplicación para construir una computadora molecular. El nombre fue sugerido por Van Gulick que notó el parecido con el símbolo usado desde las olimpiadas de 1920.

Estructura química del olimpiadano, se puede apreciar en la imagen el parecido con el símbolo de la famosa contienda.